# Domaine de Maizerets
Le Domaine de Maizerets est un parc urbain de 27 hectares situé dans l'arrondissement de La Cité-Limoilou, à Québec. Le domaine comprend notamment 11 km de pistes piétonnes interdites aux vélos, qui se transforment en sentiers de ski de fond et de raquette en hiver ainsi qu'un arboretum, aménagé en 1997. Le domaine est aujourd'hui géré par une société para-municipale, La société du domaine Maizerets, dont la mission consiste à gérer le parc et à organiser des activités sportives, sociales, scientifiques et culturelles.

## Toponymie
Le domaine est nommé « Domaine de Maizerets » en 1850, en reconnaissance du rôle du second supérieur du Séminaire de Québec, le prêtre Louis Ango de Maizerets (1636-1721), dans l'acquisition de la propriété au XVIIIe siècle.

## Histoire

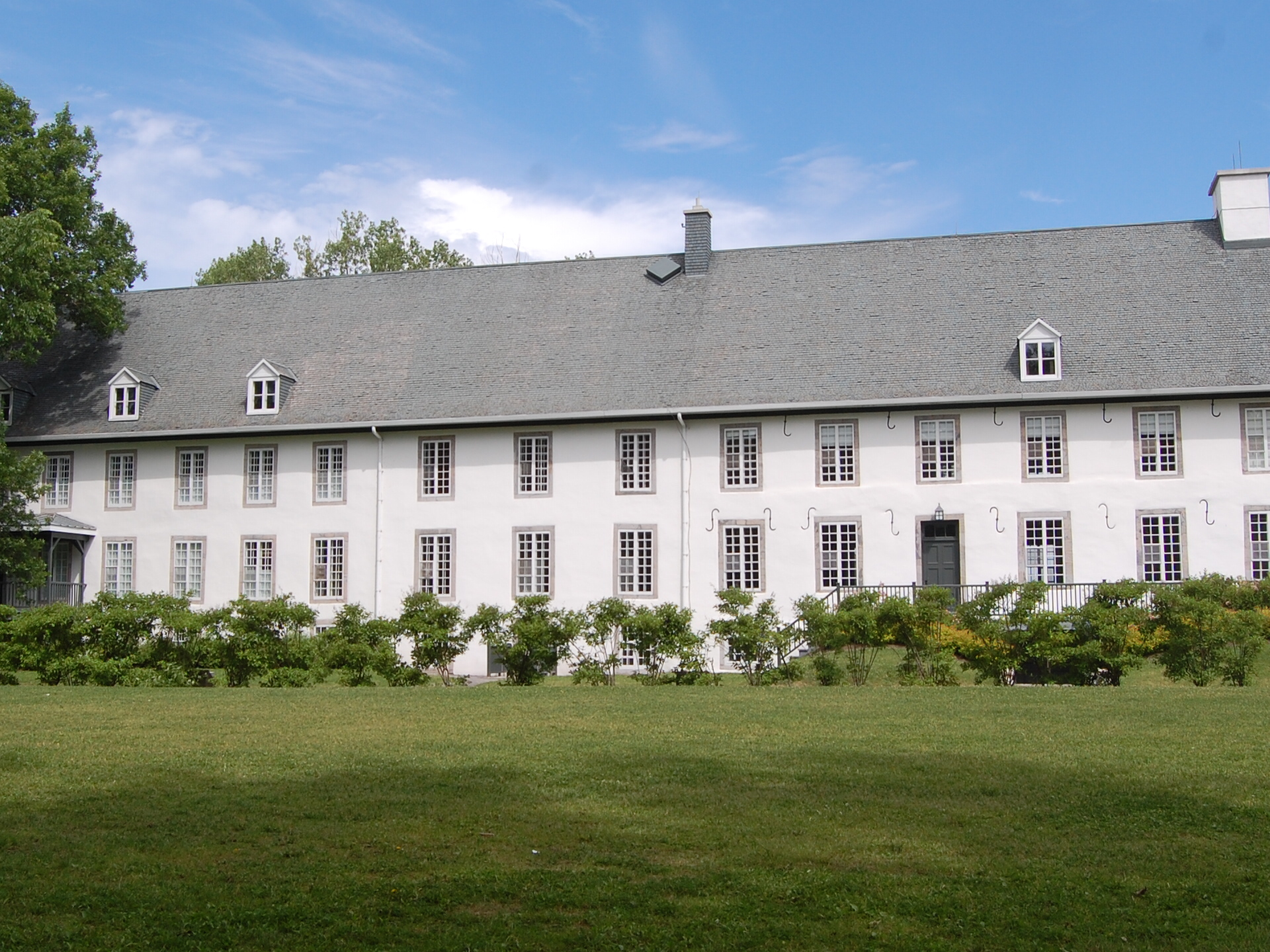
Façade sud du Château Ango des Maizerets.

Le Domaine de Maizerets a connu de nombreuses occupations. Les premières occupations du site remonte à environ 500 ans avant aujourd'hui. Les origines historiques du domaine remontent à l'achat des terres du site en 1696 par François Trefflé et Thomas Doyon de Simon Denys de la Trinité. Ces derniers construisent sur le site une première maison et une ferme en pierre des champs. Le domaine est né en 1705, à la suite de l'acquisition par le Séminaire de Québec des « terres de la Canardière », propriété de Thomas Doyon et de François Trefflé,. En 1755, on construit la grange.
Le Séminaire exploite d'abord la ferme pour nourrir et chauffer le personnel et les élèves, puis transforme partiellement le site en centre de plein-air pour les pensionnaires du Petit et du Grand séminaire à compter de 1777. 
Le domaine est morcelé au cours de la deuxième moitié du XIXe siècle et au début du XXe siècle. Des terres sont vendues afin de permettre le développement de quartiers résidentiels. La ville de Québec a acquis le reste du domaine en 1979, afin de le rendre accessible à la population. La ville a également rénové les bâtiments, dont la maison principale construite au XVIIe siècle et classée monument historique 1974. C'est le plus vieux bâtiment de Limoilou.

## Parc public
Le parc est accessible au public depuis 1979. C’est un grand domaine naturel avec des aires gazonnées et fleuries et des espaces boisés ainsi que deux petits lacs artificiels. On retrouve plus de 1 000 parcs sur la propriété. 

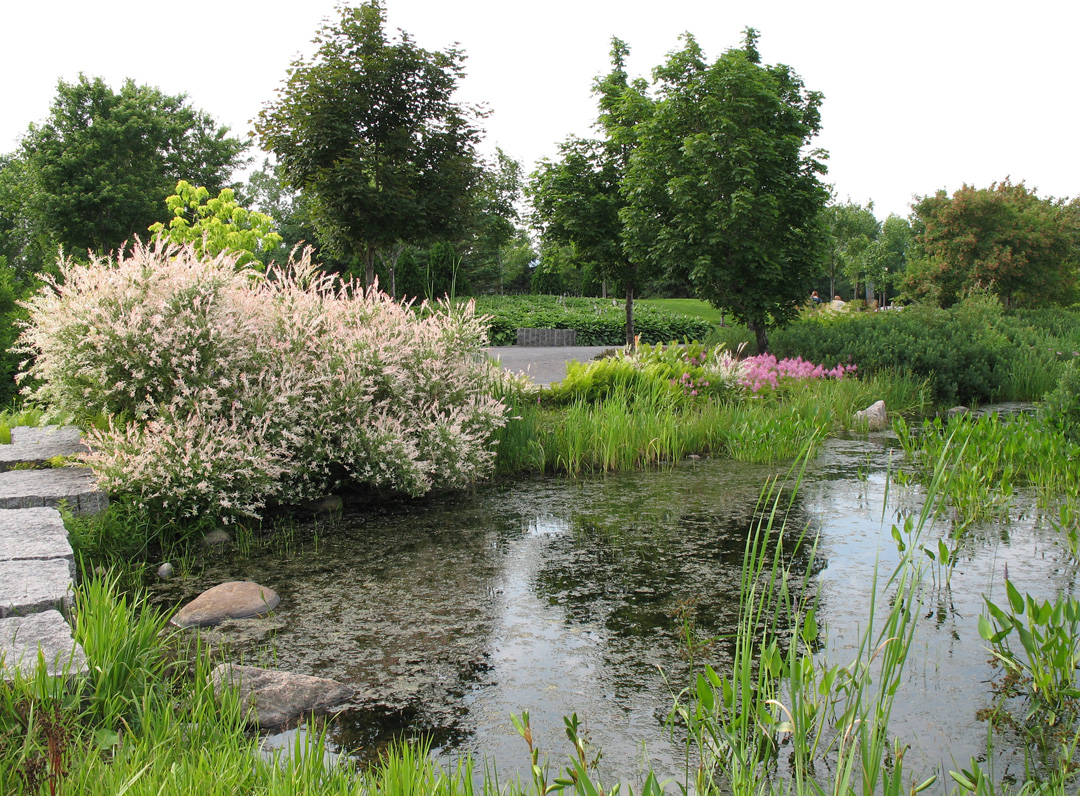
Plan d'eau au Domaine de Maizerets.
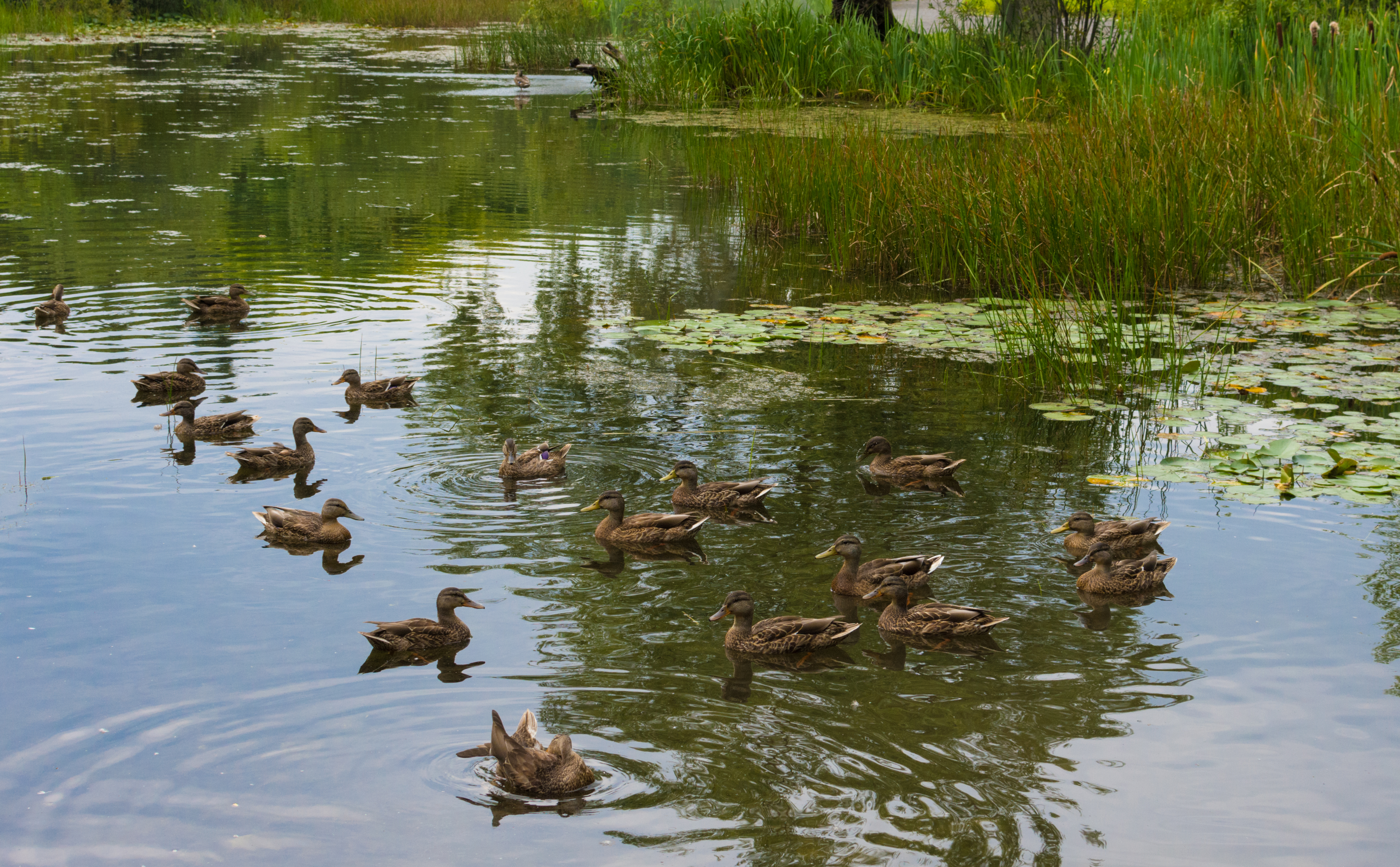
Les canards dans la mare du Domaine de Maizerets.
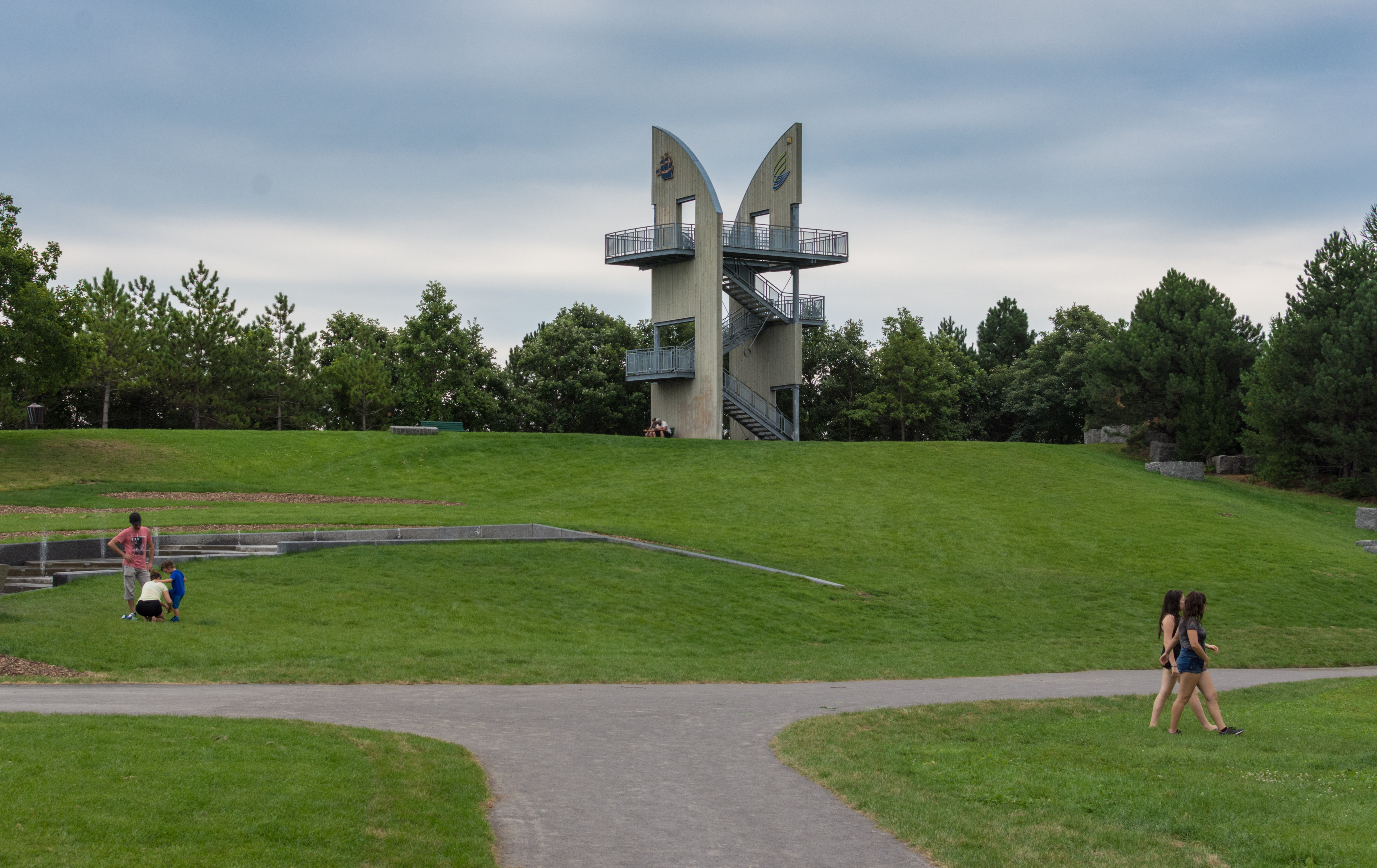
Observatoire.
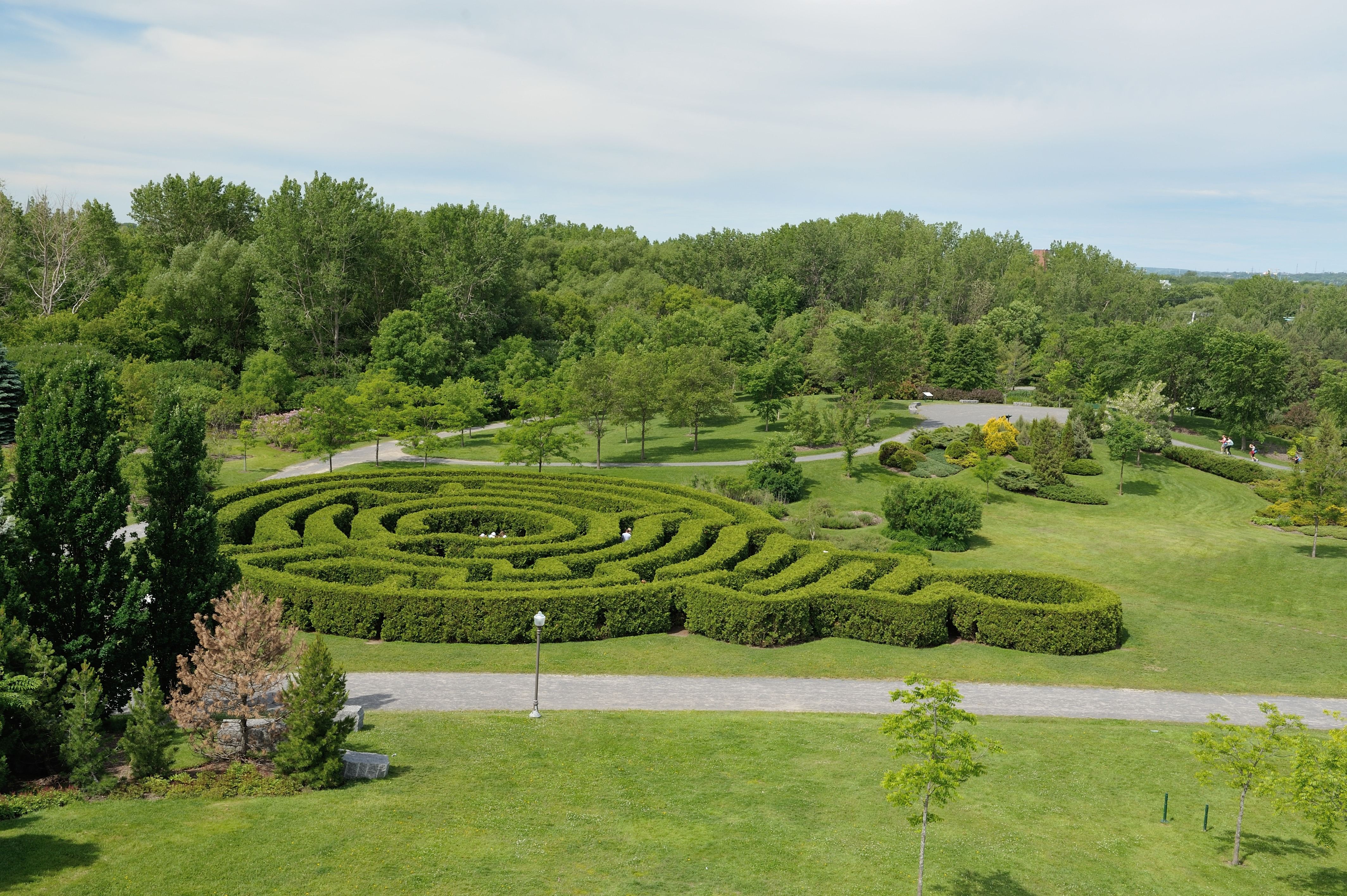
Labyrinthe végétal de cèdres noirs.
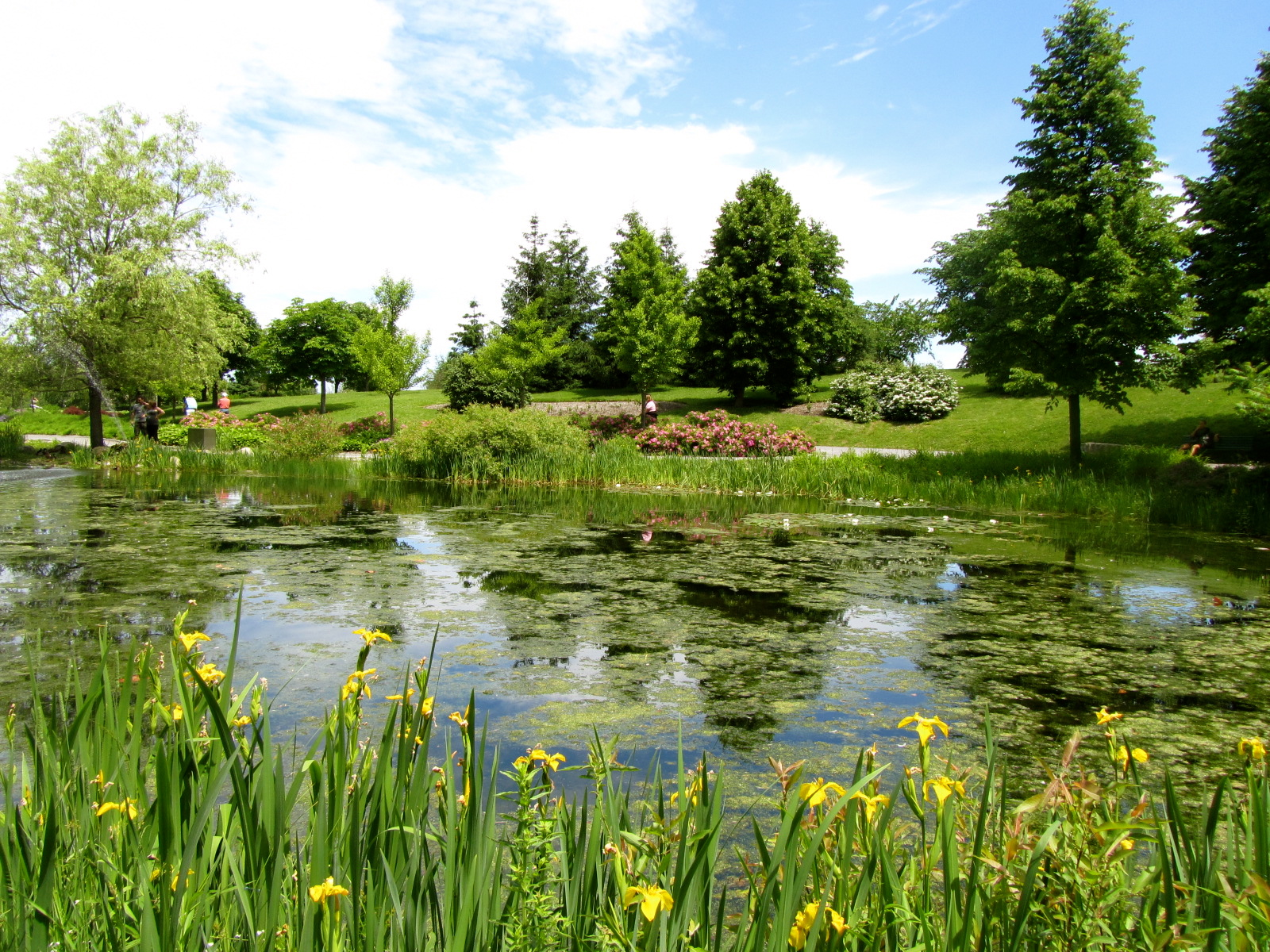
Étang.
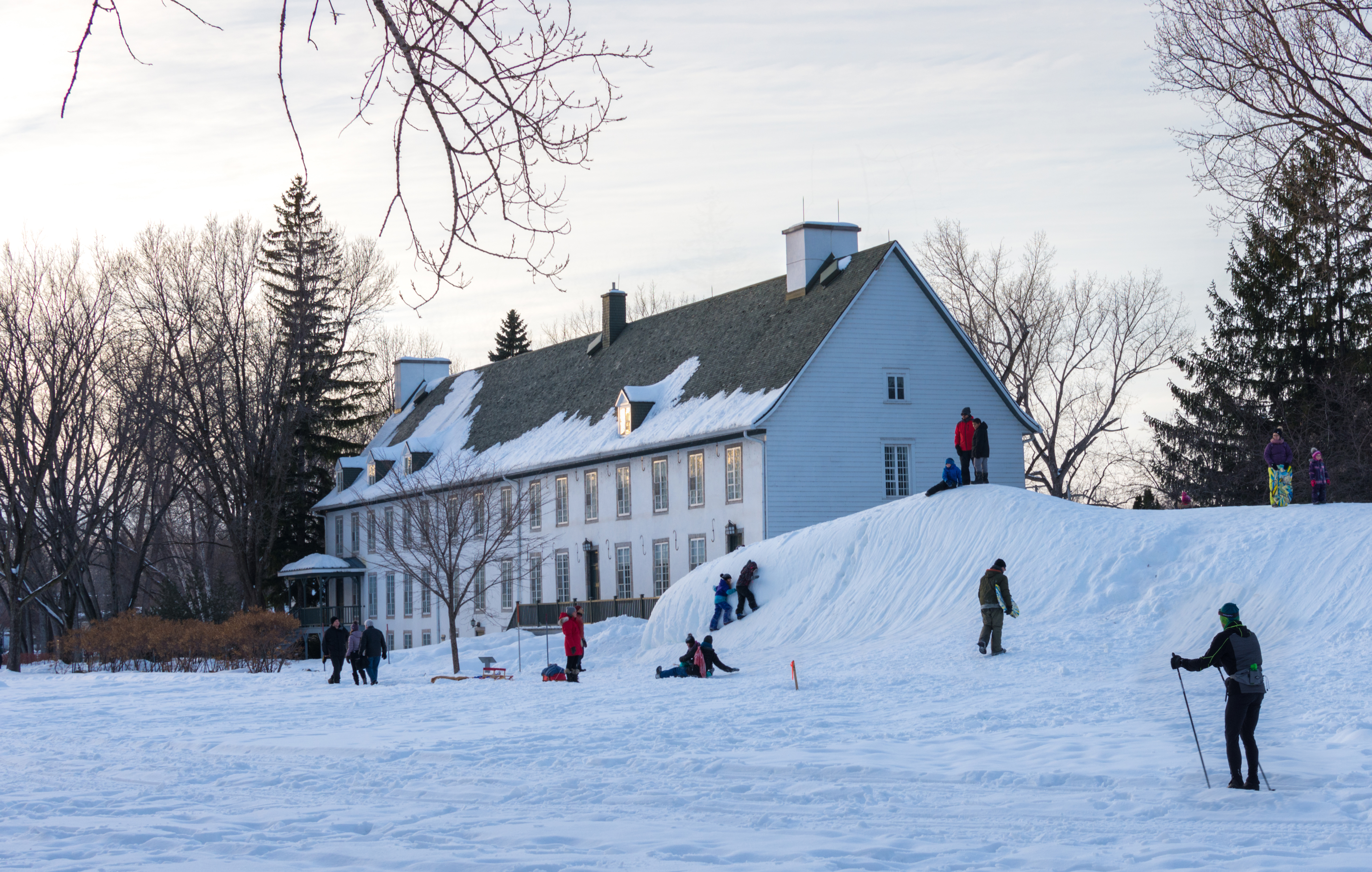
Pendant l'hiver.
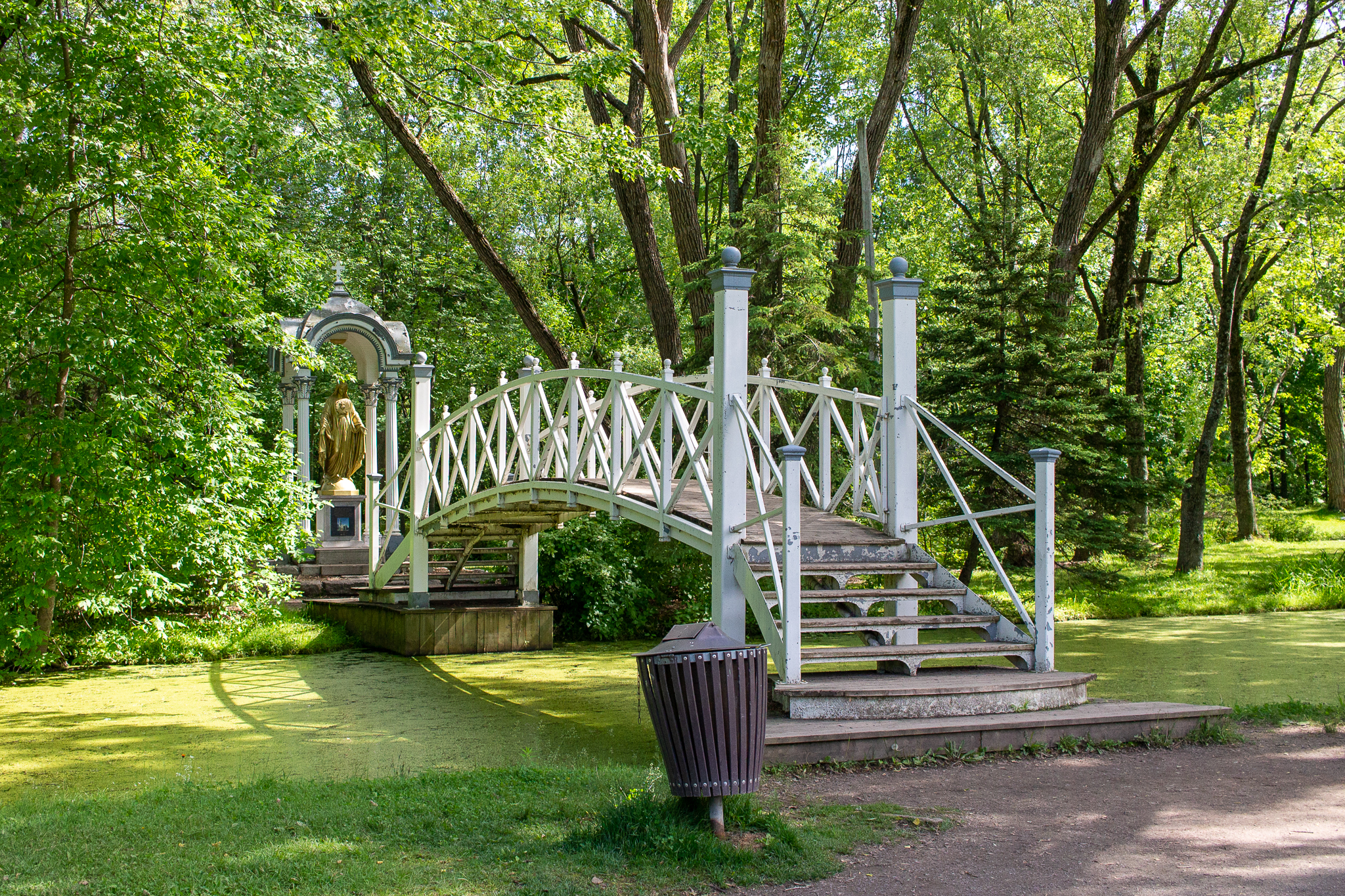
Oratoire, statue de la Vierge et pont.
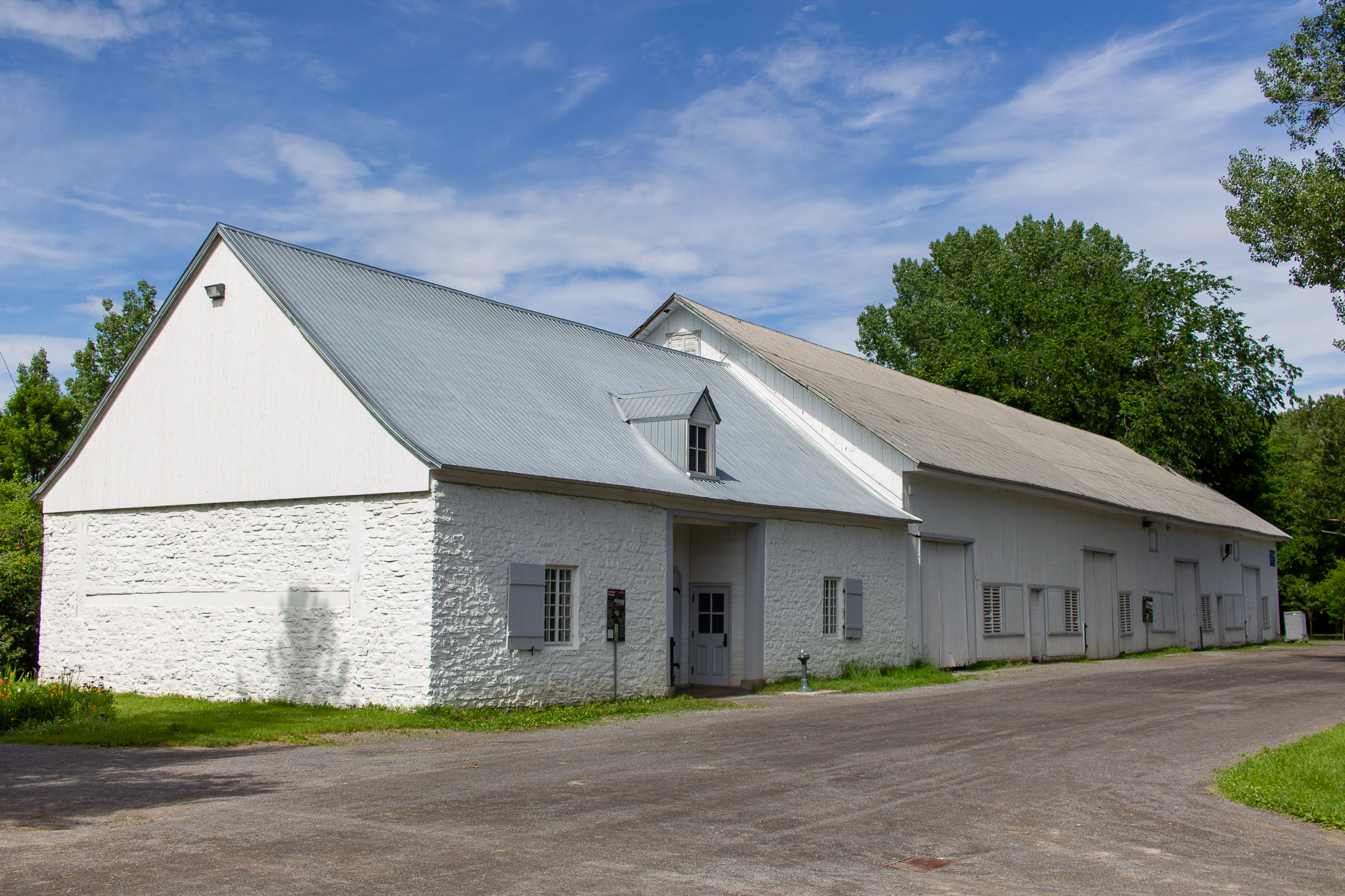
Grange.
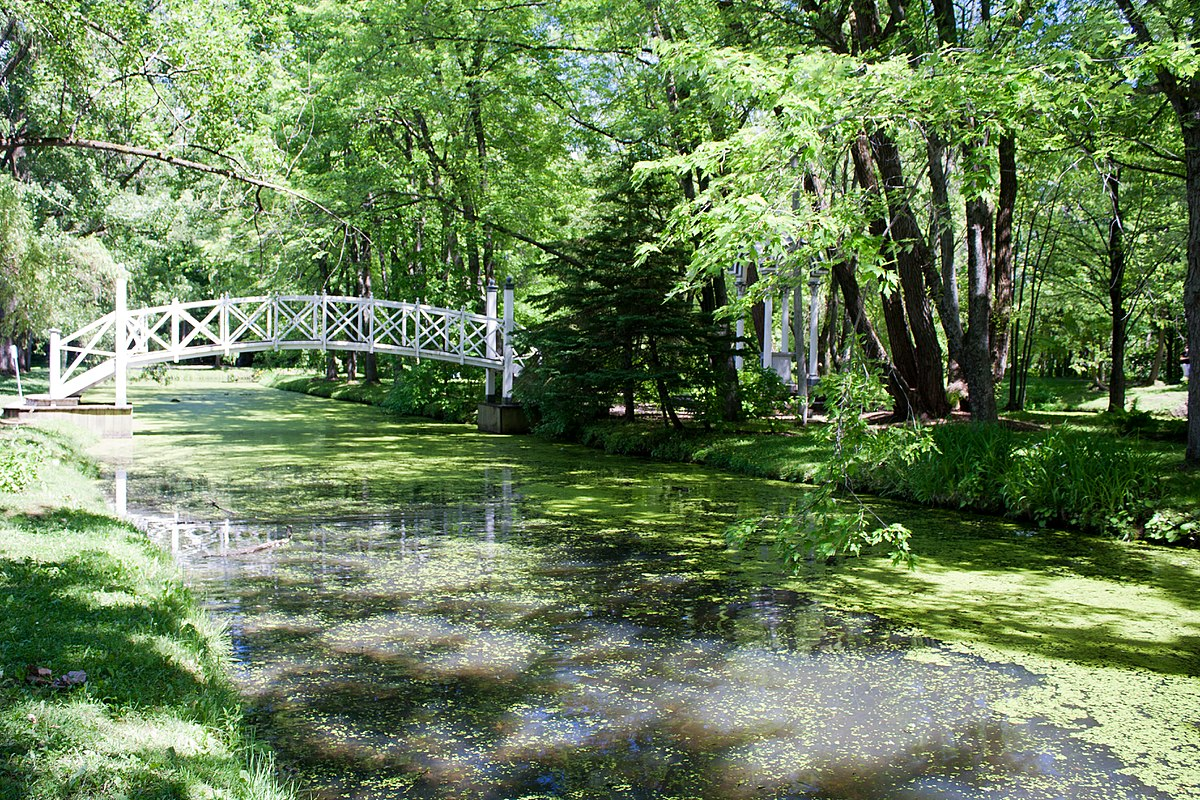
Étang du pont piétonnier du domaine Maizerets